# Jouni Koiso-Kanttila
Jouni Eero Koiso-Kanttila, född 4 mars 1947 i Rovaniemi, är en finländsk arkitekt. Han är son till Erkki Koiso-Kanttila.
Koiso-Kanttila utexaminerades från Uleåborgs universitet 1973, blev teknologie licentiat 1976, var speciallärare i arkitektur vid nämnda universitet 1977–1987, där han blev professor i arkitektur 1988 och biträdande rektor 1999. Han startade egen arkitektverksamhet 1973 och har tilldelats en rad pris i arkitekttävlingar. Han är dock främst känd som förespråkare för och forskare inom träbyggande och träarkitektur; han leder forskningsgruppen Wood Studio vid Uleåborgs universitet och har publicerat talrika artiklar inom detta ämne.